# Алиса Бурбон-Пармская (1849—1935)
Принцесса Алиса Бурбон-Пармская (итал.: Alicia Maria Carolina Ferdinanda Rachael Giovanna Filomena, 27 декабря 1849 — 16 января 1935) — была младшей дочерью Карла III, герцог Пармского и принцессы Луизы Марии Терезы Французской, старшей дочери Шарля Фердинанда, герцога Беррийского. Алиса, таким образом, была правнучкой короля Франции Карла X.

## Брак и дети
11 января 1868 года Алиса вышла замуж за Фердинанда IV, великого герцога Тосканского (1835—1908) в замке Фросдорф в Ланценкирхене, Австрия. У Фердинанда и Алисы было 10 детей:
- эрцгерцог Леопольд Фердинанд, принц Тосканский (1868—1935) — отказался от своего титула 29 декабря 1902 года; трижды был женат морганатически; потомков не оставил;
- эрцгерцогиня Луиза, принцесса Тосканская (1870—1947) — в 1891 году вышла замуж за наследного принца Фридриха Августа Саксонского, сына короля Саксонии Георга и Марии Анны Португальской, в браке было семеро детей; в 1903 году супруги развелись; в 1907 году принцесса вышла замуж за итальянского музыканта Энрико Тоселли, в браке имела сына, развелись в 1912 году;
- эрцгерцог Иосиф Фердинанд, принц Тосканский (1872—1942) — был дважды женат морганатическими браками, во-втором браке имел сына и дочь;
- эрцгерцог Петер Фердинанд, принц Тосканский (1874—1948) — был женат на принцессе Марии Кристине Бурбон-Сицилийской, дочери Альфонсо Бурбон-Сицилийского и принцессы Марии Антуанетты Бурбон-Сицилийской, имели троих сыновей и дочь;
- эрцгерцог Фердинанд Сальватор Генрих, принц Тосканский (1878—1969) — был женат морганатическим браком, от которого имел двоих сыновей и дочь;
- эрцгерцогиня Анна Мария Терезия, принцесса Тосканская (1879—1961) — была замужем за Йоханнесом (1863—1921), 8-м князем Гогенлоэ-Бартенштайном от которого имела шестерых детей;
- эрцгерцогиня Маргарита, принцесса Тосканская (1881—1965) — замуж не выходила, потомков не имела;
- эрцгерцогиня Германа, принцесса Тосканская (1884—1955) — замуж не выходила, потомков не имела;
- эрцгерцог Фердинанд Роберт Сальватор, принц Тосканский (1885—1895) — скончался в детстве;
- эрцгерцогиня Агнесса Мария, принцесса Тосканская (1891—1895) — скончалась в детстве.

## Титулы
- 27 декабря 1849 — 11 января 1868: Её Королевское Высочество Принцесса Алиса Бурбон-Пармская
- 11 января 1868 — 17 января 1908: Её Императорское и Королевское Высочество Герцогиня Тосканская, эрцгерцогиня Австрийская, Принцесса Бурбон-Пармская
- 17 января 1908 — 16 ноября 1935: Её Императорское и Королевское Высочество Вдовствующая герцогиня Тосканская, эрцгерцогиня Австрийская, Принцесса Бурбон-Пармская